# Ficus subcordata
Ficus subcordata är en mullbärsväxtart som beskrevs av Carl Ludwig von Blume. Ficus subcordata ingår i släktet fikonsläktet, och familjen mullbärsväxter. Inga underarter finns listade i Catalogue of Life.